# Битка код Бабаина
Битка код Бабаина вођена је 18. марта 1167. године између крсташке војске Јерусалимске краљевине и муслиманске војске Нур ад Дина. Битка је део крсташких ратова, а завршена је муслиманском победом.

## Битка
Битка је вођена током другог Амалриковог похода на Египат (1167. године) и представља први судар крсташа са војском Ширкуа, генерала кога је Нур ад Дин послао у помоћ Египту. Ширку је успео да одбије крсташе који су се повукли не губећи војни поредак. Ширку је потом успео да освоји важан египатски град – Александрију око кога ће крсташи ускоро подићи опсаду.